# Qualificazioni al campionato mondiale di calcio 1990
116 squadre partecipano alle qualificazioni per il Campionato mondiale di calcio 1990 per un totale di 24 posti disponibili per la fase finale. L'Italia (come paese ospitante) e l'Argentina (come campione in carica) sono qualificate automaticamente, lasciando così solo 22 posti per la fase finale.
I 24 posti disponibili per la Coppa del Mondo 1990 sono suddivisi tra le confederazioni nei seguenti modi:
- Europa (UEFA): 14 posti, di cui uno già occupato dall'Italia; gli altri 13 posti sono contesi da 32 squadre.
- Sud America (CONMEBOL): 3,5 posti, di cui uno già occupato dall'Argentina; gli altri 2,5 posti sono contesi da 9 squadre. La peggiore vincitrice dei gruppi si qualifica allo Spareggio CONMEBOL-OFC.
- Nord America, Centro America e Caraibi (CONCACAF): 2 posti, contesi da 16 squadre, riservati alla vincitrice e alla seconda classificata del Campionato CONCACAF 1989.
- Africa (CAF): 2 posti, contesi da 26 squadre.
- Asia (AFC): 2 posti, contesi da 26 squadre.
- Oceania (OFC): 0,5 posti, contesi da 5 squadre (compresi Israele e Taipei cinese). La vincitrice si qualifica allo Spareggio CONMEBOL-OFC.

103 squadre hanno giocato almeno una partita di qualificazione; le partite giocate sono state 314, con 735 gol segnati (con una media di 2,34 a partita). Il sorteggio per determinare il calendario e la composizione dei gruppi eliminatori si è svolto a Zurigo il 12 dicembre 1987.

## Zone continentali
UEFA
Gruppo 1 -  Romania qualificata.
Gruppo 2 -  Svezia e  Inghilterra qualificate.
Gruppo 3 -  Unione Sovietica e  Austria qualificate.
Gruppo 4 -  Paesi Bassi e  Germania Ovest qualificate.
Gruppo 5 -  Jugoslavia e  Scozia qualificate.
Gruppo 6 -  Spagna e  Irlanda qualificate.
Gruppo 7 -  Belgio e  Cecoslovacchia qualificate.
CONMEBOL
Gruppo 1 -  Uruguay qualificata.
Gruppo 2 -  Colombia qualificata allo Spareggio CONMEBOL-OFC.
Gruppo 3 -  Brasile qualificata.
CONCACAF
 Costa Rica e  Stati Uniti qualificati.
CAF
 Camerun ed  Egitto qualificati.
AFC
 Corea del Sud e  Emirati Arabi Uniti qualificate.
OFC
 Israele qualificato allo Spareggio CONMEBOL-OFC.

## Spareggi intercontinentali
Incontri di andata e ritorno, il vincitore si qualifica.

### Spareggio CONMEBOL-OFC
| Data            | Luogo        | Squadra 1 | Risultato | Squadra 2 |
| --------------- | ------------ | --------- | --------- | --------- |
| 15 ottobre 1989 | Barranquilla | Colombia  | 1 - 0     | Israele   |
| 30 ottobre 1989 | Ramat Gan    | Israele   | 0 - 0     | Colombia  |

 Colombia qualificata.

## Squadre qualificate

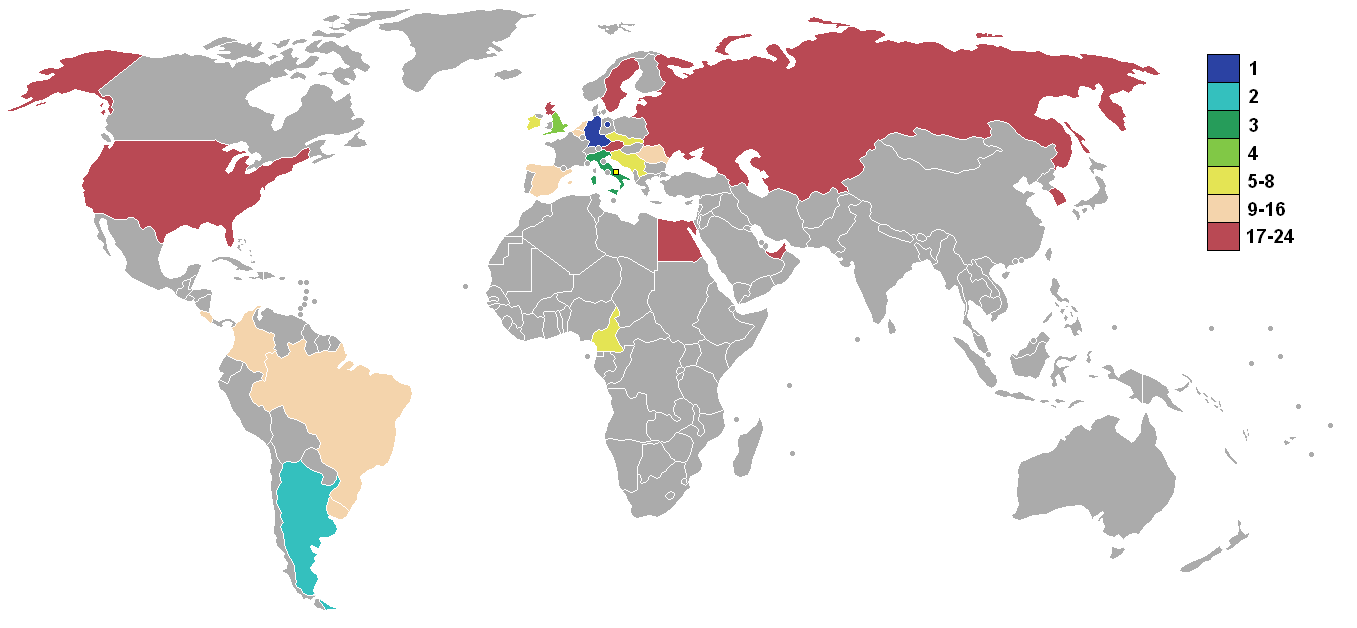
Le squadre qualificate

| Squadra             | Numero di presenze | Numero di presenze consecutive | Ultima apparizione |
| ------------------- | ------------------ | ------------------------------ | ------------------ |
| Argentina           | 10                 | 5                              | 1986               |
| Austria             | 6                  | 1                              | 1982               |
| Belgio              | 8                  | 3                              | 1986               |
| Brasile             | 14                 | 14                             | 1986               |
| Camerun             | 2                  | 1                              | 1982               |
| Colombia            | 2                  | 1                              | 1962               |
| Corea del Sud       | 3                  | 2                              | 1986               |
| Costa Rica          | 1                  | 1                              | esordiente         |
| Egitto              | 2                  | 1                              | 1934               |
| Emirati Arabi Uniti | 1                  | 1                              | esordiente         |
| Germania Ovest      | 12                 | 10                             | 1986               |
| Inghilterra         | 9                  | 3                              | 1986               |
| Irlanda             | 1                  | 1                              | esordiente         |
| Italia              | 12                 | 8                              | 1986               |
| Jugoslavia          | 8                  | 1                              | 1982               |
| Paesi Bassi         | 5                  | 1                              | 1978               |
| Cecoslovacchia      | 8                  | 1                              | 1982               |
| Romania             | 5                  | 1                              | 1970               |
| Scozia              | 7                  | 5                              | 1986               |
| Spagna              | 8                  | 4                              | 1986               |
| Stati Uniti         | 4                  | 1                              | 1950               |
| Svezia              | 8                  | 1                              | 1978               |
| Unione Sovietica    | 7                  | 3                              | 1986               |
| Uruguay             | 9                  | 2                              | 1986               |